# 瓦亞加區
7°07′43″S 76°39′16″W / 7.1285°S 76.6545°W
瓦亞加區（西班牙語：Distrito de Huallaga），是秘魯的一個區，位於該國中北部聖馬丁大區的貝亞維斯塔省，始建於1965年3月19日，面積210.4平方公里，海拔高度310米，2005年人口2,912，人口密度每平方公里14人。